# Нейпперг, Вильгельм Рейнхард фон
Граф Вильгельм Рейнхард фон Нейпперг (нем. Wilhelm Reinhard von Neipperg; 27 мая 1684 — 26 мая 1774, Вена) — граф, австрийский фельдмаршал (12 апреля 1741 года), председатель Гофкригсрата с 1755 года.

## Биография
Сын имперского фельдмаршала барона Эберхарда Фридриха фон Нейпперга. 
Начал военную службу в 1702 году. В 1717 году, уже в чине полковника, отличился в боях при Темешваре и Белграде.
Произведенный 4 ноября 1723 года в генерал-майоры, а 20 ноября 1723 года — в фельдмаршал-лейтенанты, Нейпперг был назначен воспитателем Франца-Стефана герцога Лотарингского (впоследствии Императора Франца I).
В 1730 году Вильгельм Рейнхард стал губернатором Люксембурга, принял участие в войне в Италии и освободил осажденную Мирандолу, был произведен 2 мая 1735 года в фельдцейхмейстеры. Затем стал  губернатором Темешвара в 1737 году и участвовал в русско-австро-турецкой войне. Своевременным прибытием своего корпуса он спас австрийскую армию, разбитую турецкой армией при Гроцке, но за преждевременное заключение, совместно с графом Валлисом, Белградского мирного договора с Турцией (1 сентября 1739 года) был заключен в крепость.
Добившись своего оправдания, Нейпперг 12 апреля 1741 года (старшинство с 19 марта 1741 года) получил чин имперского фельдмаршала. В 1743 году участвовал в Деттингенском сражении, и вскоре был назначен командующим австрийскими войсками в Силезии, но разбит королём Фридрихом Великим при Мольвице и отозван.
С 1755 года и до своей кончины в 1774 году Нейпперг занимал пост председателя Гофкригсрата.

## Брак и дети
Вильгельм Рейнхард женился 24 апреля 1726 года в Вене на графине Марии Франциске Терезии фон Кевенхюлер-Франкенбург (8 ноября 1702 - 1 сентября 1760), дочери графа Франца Фердинанда Антона фон Кевенхюлер-Франкенбург (1682–1746) и его жены Марии Терезии фон Любетич и Шаппелот (? - 1720). В браке родились дети:
- Иоанна Юлиана Кристиана (16 февраля 1727 г. - 15 декабря 1758 г.), муж -  Томас Франсуа Жозеф маркиз д'Ива, барон Бранденбургский
- Леопольд Йозеф Иоганн Непомук (27 марта 1728 - 5 января 1792), 4 брака: 1) с графиней Марией Франциской фон Кенигсегг-Роттенфельс (1723-1752), 1 дочь, 2) с графиней Марией Вильгельминой фон Альтан (1733-1773), 6 детей, 3) с графиной Марией Вильгельминой фон Хацфельд-Вильденбург (1750-1784), сын Адам Альберт фон Нейпперг и еще 2 детей; 4) с Бергардиной Хосефой Федерикой фон Визе (1761-1837), брак бездетный
- Мария Вильгельмина Йозефа (30 апреля 1738 - 21 октября 1773), муж - Иоганн Адам фон Ауэрсперг (1721-1795), брак бездетный; роман с принцем Шарлем Жозефом де Линь (1735-1814), роман с императором Францем Стефаном I

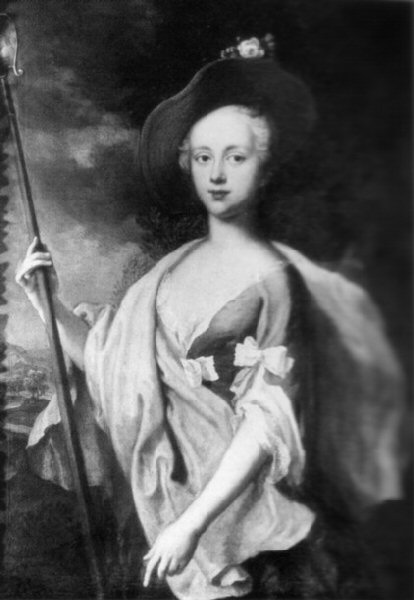
Дочь - Мария Вильгельмина Ауэрсперг, урожденная фон Нейпперг